# Johan Nielsen (politiker)
Johan Christian Nielsen (15. marts 1919 i Sandvík - 24. maj 1984) var en færøsk præst og politiker (JF). Han var sognepræst både på Færøerne og i Danmark, og sad i Folketinget for Færøerne i over 20 år.

## Baggrund og erhvervskarriere
Nielsen aflagde examen artium ved Bergen Katedralskole i 1946, og blev cand.theol. i 1953. Han var sømand 1933–1938, kontorist i Statens ligningsdirektorat 1946–1951, medvirkende til Danmarks Radios kortbølgesendinger til Færøerne 1949–1953, medredaktør i Oyggjaskeggja 1949–1950 og ansat ved vagtstuen hos Berlingske Tidende 1952–1954. Efter endt teologisk uddannelse var Nielsen hjælpepræst i Sankt Lukas kirke på Frederiksberg 1953–1954 og residerende kapellan ved Sionskirken 1954–1956, derefter sognepræst i Norðoyar på Færøerne 1956–1964, ved Filips Kirke i København 1964–1970, i Ørsted og Dåstrup 1970–1979 og i Hellebæk 1979–1983.
Han havde hverv som formand i Færøernes radioråd (Útvarpsnevndin) 1958–1964, bestyrelsesformad i Det danske Bibelselskab 1975–1982 og formand for Red Barnet 1976–1980.

## Politisk arbejde
Han var indvalgt på Folketinget fra 1960–1964, og mødte som suppleant i oktober 1965, fra oktober til november 1966, fra februar 1967 til januar 1968, og fra februar 1968 til sin død i maj 1984. Nielsen repræsenterede Javnaðarflokkurin, og var tilsluttet Socialdemokratiets folketingsgruppe. I 1960 vandt Javnaðarflokkurin folketingsvalget på Færøerne, og spørgsmålet om NATO-anlæg på øerne stod centralt. Det blev gjort til et tema i valgkampen, at sognepræst Nielsen rejste mellem valgmøder på Norðoyar med en båd, som blev brugt til øltransport, og at han angivelig fik 260 000 kroner i valgkampstøtte fra det kooperative bryggeri Nordstjernen i København.
Nielsen var kendt for flere farverige udspil, som "jeg kunne blive en færøsk Fidel Castro, selv skægget har jeg. I 1975 trak han paralleller mellem fri abort og friere indvandring: "Der går en linje fra bestræbelserne på at mindske det danske fødselstal ved hjælp af aborter, piller osv. […] over indkaldelsen af titusinder for os vildtfremmede folkeelementer til et snigende, halvt hemmeligt arbejde her i Folketinget på at gøre det lettere at opnå dansk indfødsret. Formålet er at skabe grundlag for en fuldstændig omstyrtelse af det danske samfund og rive dets rødder i dets historiske fortid over".